# Busuqui
El busuqui (del grec: το μπουζούκι; pl. τα μπουζούκια) és un instrument de corda pinçada, tradicional de Grècia. Pertany a la família dels llaüts de coll llarg, que a vegades té tres cordes i a vegades quatre, i que està directament emparentat amb instruments propis de l'Àsia Menor com el bağlama i altres de més orientals com el tar. És habitual en molts tipus de música popular i tradicional de Grècia, en especial en el sirtaki i en el rebético. En la classificació de Hornbostel-Sachs pertany al grup 321.321 dels llaüts amb caixa de ressonància en forma de bol.
Des dels anys seixanta del segle xx, en què es va introduir a Irlanda, el busuqui irlandès ha esdevingut una referència, en contrast amb l'original grec. L'irlandès és de caixa plana i sol tenir una afinació diferent.